# Vrabinec (hrad)
Vrabinec (též Vrabín, Vrabník nebo německy Sperlingstein) je zřícenina hradu na pravém břehu Labe nad obcí Těchlovice v okrese Děčín v Ústeckém kraji. Hrad stál na dominantním čedičovém vrchu Vrabinec v nadmořské výšce 400 metrů. Dochovaly se z něj pouze zbytky zdí obvodového opevnění. Pozůstatky hradu jsou chráněny jako kulturní památka, kopec s vrcholovými skalami, který se nachází na území Chráněné krajinné oblasti České středohoří, byl vyhlášen přírodní rezervací.

## Historie
První písemná zmínka o hradu je z roku 1403, kdy je zde připomínán jako majitel Ješek z Těchlovic, ale archeologicky je doloženo osídlení již ve 13. století. V roce 1415 ho koupil pan Zikmund Děčínský z Vartenberka, ale nesídlil zde. V roce 1425 je hrad uváděn v držení Mikuláše z Lobkovic, ale už o dva roky později patřil Anežce ze Šternberka, druhé manželce Zikmunda z Vartemberka. V roce 1444 hrad pravděpodobně dobylo vojsko lužického Šestiměstí. Ještě v roce 1504 se uvádí jako centrum panství, ale roku 1515 už byl pustý.

## Stavební podoba

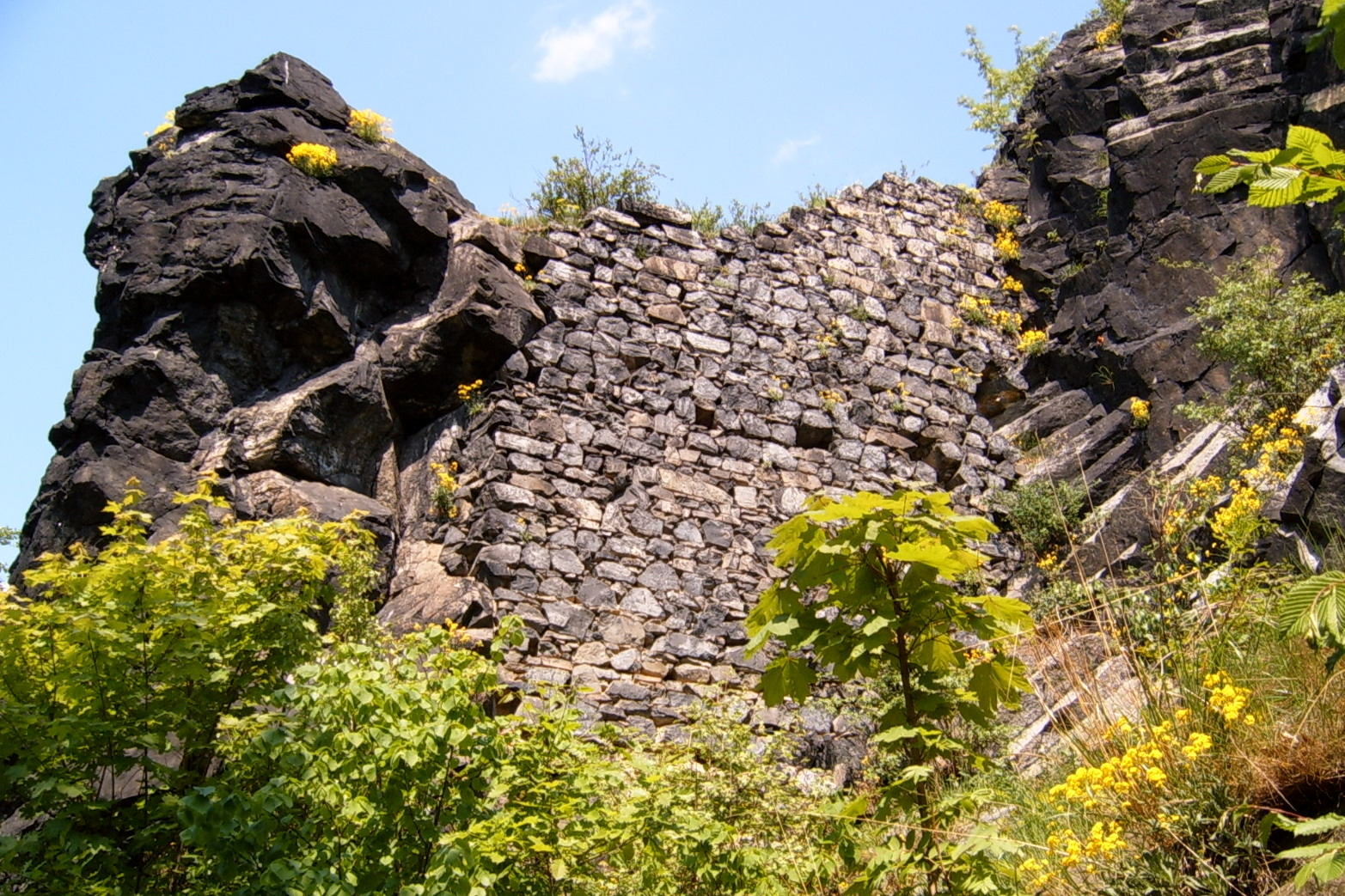
Zbytky zdiva na Vrabinci

Podoba hradu byla silně ovlivněná členitým staveništěm tvořeným třemi rozeklanými čedičovými skalami, mezi kterými se nacházelo nádvoří. Vstupní bránu na něj chránila okrouhlá bašta. Na nejvyšší skále stála obytná věž. Archeologický výzkumem byly doloženy pozůstatky dvou bran se šachtami pro závaží padacího mostu.